# Type 344 (РЛС)
Type 344 — многофункциональная РЛС управления огнем, разработанная в Сианьском НИИ навигационной техники (西安导航技术研究所)/XRINT/ Научно-исследовательским институтом № 20.
Может отслеживать одновременно две группы целей и измерять разность координат снаряда и цели, постоянно уточняя параметры наведения во время стрельбы. Система также включает в себя телевизионное устройство сопровождения и лазерный дальномер. Он используется для управления 76-, 100- и 130-мм орудиями, состоящими на вооружении ВМС КНР.

## Спецификации
- Использует фазовые методы сканирования;
- Использует сжатие импульса, СДЦ (селекцию движущихся целей) и CFAR (адаптивный алгоритм подстройки под помехи)
- Усилитель на лампе бегущей волны;
- Самостоятельный поиск в диапазоне в 10« х 10»
- Сопровождение надводных и воздушных целей
- Телевизионное устройство сопровождения/лазерный дальномер